# 雙身法
雙身法，又稱歡喜佛法（簡稱歡喜法）、演揲兒法、本尊雙運法（簡稱雙運法）、男女雙修法（簡稱雙修法）、男女和合大定、陰陽和合禪定、秘密大喜樂禪定，藏傳佛教術語，是無上瑜伽部特有的修行方法，屬於圓滿次第的一部份。通過學習歡喜佛，以男女間的性行為來達到解脫涅槃的修行法門。主要傳播於西藏，可能源自於印度性力派的修行方式，與中國道教的房中術也有許多類似的地方。
在藏傳佛教中，包括噶舉派與格魯派所傳承的那洛六法、薩迦派傳承的道果、薩迦派與格魯派傳承的時輪密法以及寧瑪派傳承的阿努瑜伽中，都有雙身法的傳統。無上瑜伽部認為這是極秘密且危險的教法，只能傳授給極少數具備高度智慧與證果的人，因為只要生起了一點點欲心，就相當於犯了邪淫。受具足戒的出家僧侶不許修習，否則可能要墮入金剛地獄。

## 概論
雙身法是一種透過直接的性行為（事業手印）或是想像中的性行為（智慧手印）來進行瑜伽修行，以達到禪定解脫的方法。無上瑜伽部不認為雙身法是單純為了欲望而進行的性行為，而是一種特殊的禪修。無上瑜伽部認為，這種修行方法，與人類身體中的氣、脈、明點有關，是即身成佛最快的捷徑。在無上瑜伽部中，如那洛六法與時輪金剛續，有各自的雙身法傳承，但是都被視為是一種秘密傳授的修行技巧，主要以口傳方法進行，即使在少數文獻上有所記載，也都以隱諱的專有名詞來作出說明。根據西方人類學家與宗教學者的採訪指出，在藏傳佛教寺院中，仍然有少數人保持這個傳承，但被認為是一種「只作不說」的修行方式，很少對外傳授。
那洛六法中，將雙身法視為是拙火瑜伽的進階與延伸。此派認為，修行拙火與寶瓶氣，雖然能駕馭大部份的氣，但是無法控制遍行氣，因此需要依靠雙身法來讓拙火增進，最終達至於解脫。
《時輪金剛續》認為，在性行為高潮時，原本繫結的脈輪會暫時鬆開，細微風會進入中脈，在中脈停駐。身體中的赤白明點，也會在中脈中融合為一。此時，修行者會得到一種特殊的境界，稱為大樂（mahasukha）。在這種狀態下，進行觀想禪修，極易進入三摩地，證悟空性，這稱為樂空不二。此派認為，心不清淨、貪欲很盛的鈍根修行者，無法依靠自己的禪定力來控制明點。因為南贍部州的眾生，擁有的肉體具備這個特性，可以借助與女性間的性行為，把明點導引到自己的龜頭，由此引發大樂，以進行大手印的修行。
但这种性行為，卻不是指一般的性行為，而是藉以融化頂輪的四大，並且回轉其過程。這種修行的先決條件是必須能夠擁有能夠控制明點不洩出的能力（也就是不能射精）。根據《時輪金剛續》的說明，漏精對修行的傷害非常大。因此，即使在夢中也不可以漏精。密續描述了各種克服漏精的方法。融入覺悟心的經驗，由一般的貪欲產生，因此行者必須要能生起貪欲。由於貪欲的力量，能夠化體內的四大。如此一來，當經驗到無念的境界時，就可以把注意力導向觀空。因此，當藉由融化體內的四大而經驗到無念境界時，就可以把煩惱貪欲轉化成證入空性的智慧。當能夠運用這種無念的喜樂心證悟空性時，就可以產生強大的智慧，用來克制和去除煩惱。因此，這是由煩惱產生智慧，再以智慧克制和去除煩惱。
無上瑜伽部認為只要認清欲望的本質，在欲望中也能得到解脫。他們並不認為雙身法是單純為了欲望而進行的性行為，而是一種特殊的禪修，不違反離欲修行的戒律。是想更快断绝淫欲，由欲欲至欲不欲的破除染、净两种执着，契入真正万法平等不二的空（即事如真）。
无上瑜伽續的男女双身修法，主張在欲望當中能脫離欲樂，才是真了脫生死。雙身法是表法，並不是在欲念或實際的男女行為中修持。因為這種修法具有高難度和危險性，有不正的慾念及邪念會入金剛地獄，密續裡說，要能夠修行雙身法的前提，是擁有堅固的三摩地，最低限度是能夠以眼睛注視樹上的果子時，可以用意志力等果子落下來；而且可以用意志力，等掉落在地面的果子又重新長回到樹上，具備這樣的定力時才可以雙修。根據阿底峽尊者的傳承，依戒律，出家眾不可以接受灌頂，修行雙身法。宗喀巴認為修行事業手印，必須有一定條件，不是人人都可以修行。他主張以智慧手印，來取代事業手印。
在家人很少能真正接受到並且修雙運，在台灣或世界特定地區有多宗教騙子假借密宗之名騙財騙色的事件。

## 歷史
婆羅門教就有所謂的「大樂修法」。傳統的部派佛教，多數主張釋迦牟尼佛本人反對雙身法，表示這是邪定聚。但也有不反對的部派，如說大空部就認為，在家居士男女只要同一意趣，志於修行佛法，在這種前提下進行性行為，並不妨害修行。至大乘佛教興起時，有些人開始認為在家居士本就可以有配偶，性交也不犯邪淫，是合乎戒律的，性欲不妨礙解脫。《維摩詰經》又出現「先以欲鈎牽，後令入佛智」的說法，認為以男女性愛來吸引凡夫俗子修行佛教，因為凡夫俗子沒有出家，本來就准許性交，這並不違反守戒的精神。以「允許在家眾夫妻性交」來吸引信徒的寬容教義，很早就出現在佛教之中，但是主流佛教多半不認同這種做法。
最早將男女性交當成修行方法的，是藏傳佛教中的無上瑜伽部。他們認為，釋迦佛祖佛滅前在印度哲蚌地方传授《時輪金剛》法时，以歡喜佛的本尊示現，並與明妃交合。無上瑜伽部以雙身法來修持禪定，認定它是佛陀的教法之一。
無上瑜伽興起的時間，可能略早於如來藏學派。在無著《阿毗達磨集論》中，引用契經，解釋以欲止欲、二二數會的修行法，印順法師認為這個紀錄，代表在無著的時代，無上瑜伽雙身法已經開始流行，但仍不被佛法接受，因此無著認為要以秘密抉擇的方式來解釋契經，才不於誤會。有學者認為這是大乘佛教晚期，吸收印度教性力派大樂思想影響而產生的。它與中國的房中術思想，也有部份共通之處，荷蘭漢學家高羅佩在《中國古代房內考》一書主張，雙身法是源起於道教的房中術，在七世紀時傳入印度，成為金剛乘的一部份。
在古印度貴霜王朝後期，北印度佛教因為外族入侵，以及僧團戒律不彰，遭受了嚴重打擊，幾乎使佛教滅絕。其中著名的事件「罽賓滅法」，被認為與出家僧侶利用宗教信仰引誘婦女進行雙修法，使得僧團聲譽受損，有著緊密的關連。
在隋唐之際，雖然仍然有少數出家僧眾以此號召信徒，但因為僧人應遵守清規，這類行為是被官府排斥的，被發覺一定會判刑。主要的佛教流派也反對這種作法，因此它只能在私下傳播。在元朝曾經由西藏再度傳入中國，並受到元惠宗的喜愛。

## 修行資格
印度論師對於修行資格有不同的見解，並沒有達成共識。有人認為未證果的修行者，只要對上師有足夠的虔信心，也可以進行雙身法。但是其他論師普遍認為，必須要通過四加行或證阿羅漢果（或八地菩薩以上）的聖人才有資格進行雙修。
在阿底峽尊者到達西藏之前，西藏密宗對於修行雙身法的規範並不嚴謹，多半都是出家僧侶進行雙身法，但是阿底峽對此非常反對。他認為，出家眾應該遵行戒律、嚴守梵行，若修行雙身法，將會破壞戒律，使佛教没落，釋迦文佛的教法斷絕，因此開示，出家僧侶不應該接受無上瑜伽第二灌頂以及第三灌頂，不得修行雙身法。可知阿底峽認為，出家眾不可修行雙身法，但是阿底峽的主張尚未普及全藏，但許多寺廟在借鑒阿底峽的說教之後，開始對雙身法進行許多規範。
到了尊奉阿底峽尊者的宗喀巴大師，就直接發布禁令，禁止此般作為。宗喀巴補充了阿底峽的想法，宗喀巴列出了修習雙身法的條件，認為一定要修完下三部密法事續（雜密）、行續（胎藏密）、瑜伽續（金剛密），完成生起次第，得到無上瑜伽上師的傳承與灌頂，進入圓滿次第修行，之後才可進行雙身法（事業手印），但是比丘有清規的限制，最好只修行智慧手印，不要進行事業手印，就是連滿足這些條件的大修行者，為了清淨梵行，也不適合進行事業手印。宗喀巴嚴禁格魯派僧徒修習此祕法，成為西藏密宗指導方針，格魯派統治全藏後，藏傳佛教各派都禁止此種作為。

## 明妃選擇
修行所需要的女性伴侶，在無上瑜伽部中稱為明妃。明妃分成，實體明妃（即人類女性），觀想明妃（通過觀想而幻現的女性），咒生明妃（利用咒術產生的女性），以及空行母等。事業手印所指的即是跟人類女性一同修行雙身法，而觀想明妃，稱為智慧手印，或智印。
在實體明妃中，具備特定宗教修行能力的女性，稱為俱生明妃。但是事業手印中採用的明妃，通常是指一般的女性，以二十歲以下相貌出眾的處女為最佳，不一定需要具備特別的宗教修行程度。

## 進行方式
在無上瑜伽中，修行雙身法屬於圓滿次第，在接受無上瑜伽部第二灌頂（秘密灌頂）與第三灌頂（智慧灌頂）時，在真正具有資格的上師指導下，才能以性行為或观想來進行這種修行。

### 寶瓶灌頂
無上瑜伽部中，接受過第一灌頂（寶瓶灌頂）之後，修行者開始進行生起次第的修行。在生起次第階段，修行者只作觀想雙修，修行智慧手印，但是不與異性實際進行性行為，事業手印必須在第二灌頂之後才能進行。
修行者首先觀想自己的本尊，想像自己與本尊合一。接著，修行者（勇父）觀想自己與佛母（或稱為空行母、明妃）開始進行雙運，也就是想像中的性行為。但是在觀想的過程中，修行者不能升起性慾，或是有漏精的狀況。

### 秘密灌頂
男性修行者必須選擇一名符合標準的年輕女性（稱為明妃，或空行母，通常是十二歲到十六歲的處女，最多不能超過二十歲；不得已時二十歲以上的非處女也可以），獻給上師。上師與明妃在曼荼罗進行性行為後，將他的精液與女性破處血、經血取出（稱為甘露，或赤白菩提心；有所謂“五甘露”，尿、屎、骨髓、男精、女血），讓弟子吞下，這稱為秘密灌頂。

### 智慧灌頂
秘密灌頂後，上師會教導男性修行者進入大樂禪定的方式。之後，男性修行者與女性，在不射精的狀態下，進行男女交合，以進入禪定狀態，這稱為智慧灌頂。在這個階段，明妃至多可以到達九位。

### 勝義灌頂
《時輪金剛續》認為，在性行為高潮時，原本繫結的脈輪會暫時鬆開，細微風會進入中脈，在中脈停駐。身體中的赤白明點，也會在中脈中融合為一。此時，修行者會得到一種特殊的境界，稱為大樂（mahāsukha）。在這種狀態下，進行觀想禪修，極易進入三摩地，證悟空性，這稱為樂空不二。這即是第四灌頂，勝義灌頂。达到即身成佛。

## 漢傳經典的記載
漢傳佛教大藏經的密教部也有些從印度傳入漢地的無上瑜伽續經典，例如：《一切如來金剛三業最上祕密大教王經》是密集金剛密續，《妙吉祥瑜伽大教金剛陪囉嚩輪觀想成就儀軌經》是大威德金剛密續，《大悲空智金剛大教王儀軌經》是喜金剛密續，也有《瑜伽大教王經》、《無二平等最上瑜伽大教王經》、《祕密相經》、《妙吉祥最勝根本大教經》等。
無上瑜伽續《大悲空智金剛大教王儀軌經》中：「如是我聞。一時薄伽梵。住一切如來身語心金剛喻施婆倪數秘密中秘密出生妙三摩地。」為世尊毗盧遮那佛住於一切如來身語心三密金剛女的女陰之中成就大樂，也就是活在佛母般若波羅蜜多的大自在之中，或即毗盧遮那佛是處在與金剛女交媾的大樂之中。經中也有介紹幾次無上瑜伽續中才較常提到的四喜，經中是翻譯成喜、勝喜、離喜、俱生喜。
瑜伽續《金剛頂經》瑜伽十八會第一會《一切如來真實攝大乘現證三昧大教王經》中「復次，宣說秘密成就：若男子，若女人，謂應遍入於婆儗中，彼遍入已，想彼諸身普遍展舒。」被認為跟男女和合雙修的法門有關，經中不斷的說到「金剛杵」跟「蓮華」相合，也被認為與雙身法有關聯，蓮華及金剛杵相結合為最上樂及最上成就法。
無上瑜伽續《祕密相經》也有不少提起蓮華及金剛杵相結合之殊勝，以及因之而成佛。無上瑜伽續《一切如來金剛三業最上祕密大教王經》也提到諸佛與明妃的祕密行，也介紹到第一賢瓶灌頂、第二祕密灌頂及跟雙身法有相關的第三智慧灌頂。

## 各派观点

### 藏傳佛教
- 宗喀巴（格魯派、黃教創始人）反對此法，凡出家比丘不許操作此法，現在西藏各派都禁止此法。但他表示在不違戒律的前提下，同意比丘以「觀想」本尊雙運方式接受圓滿次第修行。在家居士因為允許性行為，可以與自己的配偶修習，但如果在家居士在實修過程中有淫慾与漏失明点，男女雙方都要下金剛地獄，亂修也會令自己與上師夭壽而死，所以也不願意讓俗家弟子修習此法，如夫婦為了促進情感或生育子嗣，發生性行為並無不可，沒必要用佛法當藉口來包裝。故今日格魯派傳承中，自宗喀巴起，格魯派僧、俗二界皆不許以實際性行為來修行雙身法，而是以觀想方式進行第二灌頂與第三灌頂，稱為智印[來源請求]。
- 红教现在也不再传双身法，而是以大圆满为主。红教與白教也認為雙身法是方便法，只適合少数大成就者，一般人最好修解脱道[來源請求]。

### 漢傳佛教
- 漢傳佛教，嚴格守戒，強烈反對以性愛修行，認為這將會使佛教毀滅。漢傳佛教最忌諱僧侶欲邪行，如印順法師與聖嚴法師，主張這與原始佛教離慾修行的信念相違背，反對佛教信徒進行雙身法。
- 密宗唐密認為下三部密法（雜密、胎藏密、金剛密）皆反對雙身法，認為它會障礙修行，破壞神通、禪定。然《金剛頂經》瑜伽十八會中確實存在宣說雙身法內容，如第一會《一切如來真實攝大乘現證三昧大教王經》，詳見雙身法#漢傳經典的記載。
- 淨土宗之廬山東林禪寺蓮宗善法祖堂主－普度法師在《廬山蓮宗寶鑑，卷10》中如此評論雙身法：「更有一等眾生。以祕精是無漏者。混吾教中遞相傳習。潛饕貪欲壞亂正法。此是妖精鬼怪夜聚曉散。喫菜事魔之徒。非是蓮宗之弟子。」[39]
- 禪宗大慧宗杲於《大慧普覺禪師語錄，卷20》說：「更教人撥無因果，便言：飲酒食肉，不礙菩提，行盜行婬，無妨般若，如此之流，邪魔惡毒，入其心腑。都不覺知，欲出塵勞。如潑油救火。可不悲哉？」[40]

## 爭議
部份不肖藏傳佛教人士與神棍，引用雙身法為名來吸引信眾進行性犯罪，造成許多社會事件。不丹國王吉格梅·多吉·旺楚克曾宣布法令，禁止在不丹境內教授或進行雙身法。
著名的噶舉派上師丘揚創巴仁波切，在死後，被曝出他以修行雙身法為由，與多名女信徒有著持續的性關係。他在美國的弟子，歐澤天津，是雙性戀，將愛滋病傳染給許多男、女信徒，造成嚴重的醜聞與一連串的訴訟。
另一位著名的上師卡盧仁波切，遭到他的女弟子提出訴訟，指控他以雙身法為名，誘使女信徒與他發生性行為，但卡盧仁波切給了一筆和解金之後，她撤回告訴。但她後續仍然出版書籍，對卡盧仁波切與藏傳佛教指出許多指控。
著名的《西藏生死書》作者，索甲仁波切於1994年在舊金山遭女學員控告性侵，最後庭外和解。
這些醜聞，影響了藏傳佛教在歐美的聲譽。第十四世達賴喇嘛尊者曾經公開表示弟子應該以佛陀教法來觀察上師的命令。他並且向弟子聲明，上師不應該背叛弟子對他的信賴，以雙身法為名，誘使弟子與他進行性行為，如果經過證實，他將會公布此人的姓名，並將他破門逐出僧團，或剝奪他的上師地位。尊者还表示，出家比丘不允許操作此法。“除非他不受比丘戒也不受沙彌戒，唯有受在家居士戒，他們穿白色的法衣，受菩薩戒、受金剛乘戒，他們是依佛母而修，這是有的，那是另外一事，例如像薩迦法王之類的。假使自己已經出家了，自己已經是一個和尚了，卻還依佛母的話，那你後面就要寫個大字：「我不是和尚！」”
台灣聖輪法師（俗名楊贊儒）於2011年被指控以雙修法來誘騙性侵弟子，遭判刑10年。